# Huamala Baja
Huamala Baja es una localidad peruana ubicada en el distrito de Canchaque, perteneciente a la provincia de Huancabamba del departamento de Piura, al norte del Perú. 

## Ubicación
Huamala Baja se ubica al noroeste de la provincia de Huancabamba, en el distrito de Canchaque, en el departamento de Piura.

## Demografía
En 2017 Huamala Baja tenía una población de 45 habitantes.
| Gráfica de evolución demográfica de Huamala Baja entre 1993 y 2017 |
|                                                                    |
| Fuentes: Población 1993 (junto con Huamala Alto) y 2017            |